# Schenkenhorst (Gardelegen)
Schenkenhorst è una frazione della città tedesca di Gardelegen, nella Sassonia-Anhalt.

## Storia
Schenkenhorst costituì un comune autonomo fino al 1º luglio 2009.